# Tavoyan
Tavoyan és una nació de Birmània que viu al sud del país, principalment a la divisió de Tanintharyi. En tot el país són uns quatre-cents mil que parlen el Tavoyan de la família lingüística sinotibetana. Estan dividits en diversos grups que viuen a Mergui (Myeik), Dawei i Tenasserim. Els Tavoyan propis són uns 400.000.
Des del 1948 molts Tavoyan van passar a la clandestinitat seguint al Partit Comunista de Birmània. Especialment activa fou l'organització de dones "Tavoy District Women's Union (TDWU) filial de l'All Burma Women's Union (l'organització de dones del PCB). La divisió comunista de Tenasserim va estar activa fins al 1995, i tenia un alt percentatge de Tavoyans.
El gener de 1995, el comitè del PCB de la divisió de Tenasserim fou dissolt i reorganitzat com Mergui-Tavoy United Front (MDUF), principalment representant als Tavoyan i altres pobles de Mergui (Myeik) i de Dawei (Tavoy), sota la direcció d'U Saw Han.
La TDWU es va reorganitzar con "Tavoy Women's Union" (TWU) el 5 de maig de 1995, i actua separadament del MDUF.